# Elite
Elite — компьютерная игра, космический симулятор с открытым миром и элементами экономической стратегии, выпущенная Acornsoft в 1984 году для компьютеров BBC Micro и Acorn Electron, после чего была портирована на многие другие платформы. Большая часть портов вышла под торговой маркой Firebird. Первая игра из серии Elite.
Название игры отражает одну из целей игрока — достичь высшего боевого рейтинга Elite, начав с Harmless и пройдя через ступени Mostly Harmless, Poor, Average, Above Average, Competent, Dangerous, Deadly.
Elite открыла целый новый жанр игр — космических симуляторов с элементами торговли (англ. space trading). Игры этого жанра сочетают космические битвы с системой перевозки по принципу «покупай дёшево, продавай дорого», причём выигрыш от продажи используется для улучшения космического корабля.

## Оригинальная версия игры
Первая версия игры была разработана студентами Кэмбриджского университета Дэвидом Брэбеном и Иэном Беллом. Разработка началась в 1982 году, и в 1984 были завершены две версии игры для компьютера BBC Micro: для базового варианта компьютера (на ленте) и для BBC Micro с диском. Версия для ленты умещалась всего в 22 Кб свободной памяти; компьютер с диском имел немного больше памяти, что позволило вместить несколько секретных миссий и больший набор кораблей. Игра была портирована на Acorn Electron и в сентябре 1984 года игра вышла под маркой Acornsoft сразу в трёх вариантах.
Позже были выпущены порты для ZX Spectrum (1985), Commodore 64 (1985), Apple II (1986), Amstrad CPC (1986), Atari ST (1988), Amiga (1988) и MSX (1988).
Существует две официальных версии игры для IBM PC: Elite (CGA-версия, 1987) и Elite Plus (VGA-версия, 1991).
«Elite» для PAL-версии NES вышла в Европе в 1991 году. По-видимому, вариант для NTSC-версии приставки не выпускался.
«Elite» стала одной из первых игр, использовавших каркасную трёхмерную графику на домашних компьютерах. Другим нововведением было включение в поставку игры фантастической новеллы «Тёмное колесо» Роберта Холдстока, вводившей игрока в суть игры. Из новеллы игрок узнаёт о загадочной смерти отца главного героя, о том как герой получает свой корабль, и о затерянной планете Raxxla.
Свободная модель игры и революционная трёхмерная графика послужили причинами огромного успеха игры (по некоторым оценкам, количество проданных копий игры для BBC Micro было сравнимо с количеством самих проданных компьютеров — 150 тысяч), портирования её на все домашние компьютеры того времени и появления множества сиквелов и клонов.
Даже сейчас, спустя 30 лет после выпуска игры, «Elite» часто используется в качестве образца при оценке новых игр этого жанра. Часто можно слышать мнение, что все остальные игры этого жанра подражали «Elite», но так и не смогли его превзойти; хотя это, возможно, является преувеличением, но несомненно, что Elite — один из наиболее оригинальных и успешных космических симуляторов.
Вселенная Elite состоит из восьми галактик по 256 планет в каждой. На ранних этапах разработки игры её создатели намеревались ограничиться несколькими звёздными системами с продуманным расположением планет, однако в скором времени стало ясно, что подобные планы потребуют огромного по тем временам количества данных, создавая непосильную нагрузку на память компьютера. Вместо этого игра интенсивно использует математические алгоритмы процедурной генерации: их применение позволяло закодировать большую галактику в коротком наборе цифр, а затем каждый раз восстанавливать ее в неизменном виде, используя этот код в качестве начального значения (англ. seed) для генератора псевдослучайных чисел — при создании галактик и планет генератор проходит те же самые этапы по порядку, начиная с того же начального значения, и таким образом получает точно такие же значения.
Текстовые описания планет собираются случайным образом из таблицы подстановок. Такой подход потенциально мог бы создавать вселенную колоссальных размеров — до 248, или приблизительно 282 триллионов уникальных галактик; однако при ограниченном количестве начальных свойств слишком большой мир означал бы, что игрок часто бы сталкивался с одними и теми же повторяющимися комбинациями. Разработчики предпочли ограничить мир игры 8 галактиками.

### Загадка Raxxla и другие легенды игры
Главной загадкой «Elite» долгое время считалась планета Raxxla (Ракксла), упомянутая в повести Холдстока «Тёмное Колесо». Местоположение этой планеты известно только пилотам ранга Elite, ушедшим на покой; говорят, что с неё возможно путешествие в любую точку пространства.
Фанаты игры в поисках планеты Raxxla изучили код игры и определили, что в генераторе названий планет используются двухбуквенные слоги, причём слог XX в нём отсутствовал. Позднее в своём интервью Белл подтвердил, что планеты Raxxla не было в оригинальной версии игры. Однако и это не остановило слухи о её существовании. Один из таких слухов гласил о том, что под символом XX были зашифрованы неизвестные буквы. Игроки даже нашли в четвёртой галактике планету Rainla, подходящую под этот шаблон.
Игра была окружена множеством других легенд помимо Raxxla. В число наиболее популярных вошли корабли поколений и огромные космические заводы. Некоторые из этих идей нашли своё воплощение в продолжениях и клонах.
Согласно другой версии легенды, Raxxla — не планета, а галактическая империя и именно ей принадлежат корабли таргоидов (Thargoid Invasion Ship).
В качестве доказательства присутствия в игре неких скрытых возможностей приводился следующий факт. Если после загрузки программы положительно ответить на запрос «Load New Commander», затем выбрать опцию «Save Commander» и проимитировать запись состояния на магнитную ленту, то после выхода из меню игрок оказывается на планете-невидимке в 47-й галактике (при восьми возможных в обычной ситуации) на полностью оснащённом корабле с огромным грузом и денежным счётом (но звезда при планете скоро взорвётся и надо быстро оттуда улететь).
На самом деле, это ошибка в коде игры, приводящая к сохранению части программного кода. Поскольку данные в отгрузочном блоке не шифровались, и каждый байт соответствовал определённому параметру игры, то загрузка куска программного кода в качестве сохранённого результата приводила к указанным последствиям.
Если разогнаться до максимальной скорости в сторону стыковочной щели орбитальной станции и в процессе посадки начать гиперпереход, подгадав так, чтоб вход в щель и гиперпереход произошли одновременно, то посадка происходила сразу на орбитальную станцию в системе назначения гиперперехода.
Один из многочисленных слухов касается умения расы таргоидов «парить в гиперпространстве». Действительно, они это умеют делать. Если в режиме паузы игры нажать [F], а затем продолжить, то при первом же гиперпрыжке корабль окажется не в звёздной системе, а в межзвёздном пространстве прямо перед 3-4 кораблями вторжения таргоидов. Интересно, что «остановка в гиперпространстве» осуществляется ровно на половине пути до намеченной звёздной системы. Если после успешного сражения с таргоидами на пересечении гиперпространственных трасс пилот снова осуществлял гиперпрыжок, то, пролетев половину вновь намеченного пути, опять пересекал гиперпространственную трассу 3-4 таргоидов и так далее. Такие битвы в гиперпространстве очень хорошо помогают набрать необходимые очки до следующего уровня, но пилот должен обладать достаточно большим опытом и очень хорошо оборудованным кораблём (Military Laser, Cloaking Device) — корабли вторжения таргоидов самые «тяжёлые» в бою, за каждый уничтоженный начисляется 4 очка. Если первый гиперпереход выполнялся во время заправки корабля от звезды с помощью Заборников Топлива (Fuel Scoops), то бак будет пополняться бесконечно, и, таким образом, получается вечное «парение в гиперпространстве» с таргоидами. Режим «остановки в гиперпространстве» выключается повторным нажатием [F] в режиме паузы игры.
В «новосибирской элите» возможность перехватывать корабли таргоидов появлялась после получения ракет класса джамер. Причём, клавиша [F] нажималась не в режиме паузы, а в самой игре, пока бегут круги гиперперехода. При повтором прыжке для перехвата таргоидов требовалось повторное нажатие клавиши [F]. Кроме того, ракетами класса джамер можно было взрывать орбитальные станции.
А при одновременном наличии противоракетной системы и ракет класса джамер можно было ловить дроны таргоидов (чужие элементы, англ. alien items), не сбив корабли таргоидов, и даже выпускать дроны таргоидов против их кораблей. Кроме того, в этой версии существовали два разных класса кораблей таргоидов похожей формы, различавшиеся прочностью, манёвренностью, уровнем ИИ и возможностью лететь в одну сторону, одновременно стреляя в другую, которой обладал лишь один из двух классов, более прочный, манёвренный и с более высоким ИИ. Согласно слухам, обычный корабль таргоидов назывался Targon 5, а улучшенный — Targon 6. Согласно слухам, все ИИ кораблей класса Targon 6 имели ранг Elite.

### Отсылки к другим произведениям
Elite заимствовал множество элементов из различных произведений научно-фантастического жанра.
Разработчики ссылались на «Космическую одиссею 2001», «Звёздные войны», «Автостопом по галактике» и «Звёздный крейсер „Галактика“» в качестве источника вдохновения. Барбен также упоминал о ссылках на работы Ларри Нивена, Джерри Пурнелля, Артура Кларка, Роберта Форварда, Айзека Азимова и Орсона Скотта Карда.
Последовательность автоматического причаливания к станции в PC-версии игры заимствована из фильма «Космическая одиссея 2001». Совпадает даже музыка — вальс Штрауса «На прекрасном голубом Дунае». Единственное отличие — это облик самой станции. В сиквеле «Frontier: Elite 2» и это различие было устранено.
Звания Harmless и Mostly Harmless (Безвредный и Почти безвредный) были заимствованы из эпического цикла «Автостопом по галактике» Дугласа Адамса, где данными понятиями описывалась планета Земля.

### Игровой процесс

Игровой процесс

Игра предоставляет для изучения восемь галактик, с 256 планетарными системами в каждой. Игрок, изначально под именем Commander Jameson, начинает игру на орбитальной станции планеты Lave, имея на руках 100 кредитов и легко вооружённый корабль Cobra Mk.3. Большинство представленных в игре кораблей получили свои имена от змей и других рептилий. Заработать деньги (кредиты) можно различными способами: с помощью торговли, пиратства, военных миссий, разработки астероидов, а также в качестве наёмного убийцы. Полученные деньги игрок может использовать для улучшения корабля — приобретения лучшего оружия, защиты, увеличения места под груз и так далее.
Цели, как таковой, в игре нет. Формально, в игре присутствует от двух до семи миссий (в зависимости от версии игры) — спасение людей из системы, звезда которой становится сверхновой; получение маскирующего устройства (англ. Cloaking Device); уничтожение орбитальной станции таргоидов. Все остальное время игрок может посвятить себя исследованию открытого космоса и достижению высшего ранга — Elite. Система рейтингов для различных игр разная. Так, в BBC-версии для Mostly Harmless нужно убить всего 2-х врагов, для Poor — 8, Average — 24, Above Average — 44, Competent — 130 и 512 для достижения Dangerous. Для последних двух уровней нужно намного больше побед: 2560 для Deadly и 6400 для Elite. В Elite+ появилась ещё одна, девятая галактика и титул (звание) Archangel (вместо Commander). «Архангела» можно получить, выполнив особую миссию по уничтожению орбитальной базы в системе, захваченной Таргоидами.
Брэбен, полагая, что достичь рейтинга 6400 будет непросто, предложил всем игрокам, достигшим звания Elite, отправить открытку, прилагавшуюся к игре, в офис Acornsoft. Однако приёмная директора Джонсона-Дэвиса была просто завалена этими открытками.
Путешествия между планетами ограничены объёмом топливного бака корабля (на 7 световых лет). Дозаправиться можно на орбитальной станции в любой системе, но причаливание к станции — непростая задача: нужно точно попасть в причальное окно и согласовать вращение корабля с вращением станции (проблема решается приобретением «стыковочного компьютера»). При наличии особого оборудования (Fuel Scoop) можно заправляться непосредственно от звезды, правда подвергаясь при этом опасности в области высокой температуры. Обмен товарами возможен только на станциях.
Других галактик можно достичь докупив для корабля специальное и крайне дорогое оборудование (Galactic Hyperdrive), которое используется только на один прыжок.

## Маркетинг
Acornsoft запустила крупномасштабную рекламную кампанию и заказала презентационный пакет для игры, который был гораздо сложнее, чем обычно выпускается на рынок. Acornsoft упаковала «Элиту» в коробку большего размера, чем её обычные выпуски, в комплекте с новеллой Роберта Холдстока под названием «Тёмное колесо», 64-х страничным руководством по лётной подготовке космического торговца, справочной картой и плакатом с опознавательным знаком судна. Руководство по лётной подготовке было написано в стиле, который знакомил начинающего трейдера с элементами управления и различными аспектами игры.
«Тёмное колесо» было первой новеллой, распространяемой вместе с видеоигрой. Первоначальная версия от Acornsoft обещала на задней обложке, что «продолжение новеллы планируется опубликовать в 1985 году», но прямого продолжения так и не было написано. Вторая новелла, «Отпечаток» Энди Редмана, была включена в выпуск IBM PC «Elite Plus», но, кроме того, что действие происходит в той же вселенной, она никоим образом не связана с оригинальной историей.
Маркетинговые мероприятия включали рекламный бюджет в размере 50 000 фунтов стерлингов, в том числе телевизионную рекламу и вечеринку по случаю запуска в тематическом парке Thorpe Park (проведение такого мероприятия для видеоигры было неслыханным в то время), а также конкурс на первое звание.

### Тёмное колесо
История рассказывает о молодом пилоте космического корабля по имени Алекс Райдер, чей отец Джейсон оказывается убит когда их торговый корабль подвергается нападению известного пирата. Пытаясь понять и отомстить за смерть своего отца и получить «железную задницу» (термин космических торговцев для хорошо вооружённого и бронированного космического корабля) Алекс сталкивается с основами вселенной Elite, включая бои, гиперпрыжки и гиперпространство, а также смертоносных инопланетян, называемых таргоидами. Наконец Алекс узнаёт правду о своём отце и его боевом ранге. Он также действует как доверенное лицо торговца, поскольку его второй пилот, Элиссия Филдс, является инопланетянкой и разыскивается в нескольких системах. Алекс хочет отомстить за смерть своего отца, но должен проявлять осторожность, выслеживая убийцу. Торгуя товарами он постепенно улучшает вооружение и броню своего корабля. Когда он становится достаточно опытен для использования космического корабля в бою, но прежде чем он полностью осознаёт себя готовым, он совершает сделку, которая обязательно приведёт к нему убийцу его отца.
Алекс также узнаёт, что такое «Тёмное колесо» и что нужно, чтобы вступить в его ряды.

## Оценки и мнения
| Иноязычные издания  | Иноязычные издания                                  | Иноязычные издания                                  | Иноязычные издания                                  | Иноязычные издания                                  |
| Издание             | Оценка                                              | Оценка                                              | Оценка                                              | Оценка                                              |
| Издание             | Amiga                                               | Atari ST                                            | BBC Micro                                           | ZX Spectrum                                         |
| ------------------- | --------------------------------------------------- | --------------------------------------------------- | --------------------------------------------------- | --------------------------------------------------- |
| Crash               |                                                     |                                                     |                                                     | 92 %                                                |
| CVG                 |                                                     |                                                     | 29/40                                               |                                                     |
| Génération 4        | 90 %                                                | 90 %                                                |                                                     |                                                     |
| Награды             |                                                     |                                                     |                                                     |                                                     |
| Издание             | Награда                                             | Награда                                             | Награда                                             | Награда                                             |
| Your Sinclair, 1991 | Лучшие игры всех времен для ZX Spectrum, 16-е место | Лучшие игры всех времен для ZX Spectrum, 16-е место | Лучшие игры всех времен для ZX Spectrum, 16-е место | Лучшие игры всех времен для ZX Spectrum, 16-е место |
| Crash, 1991         | Лучшие игры всех времен для ZX Spectrum, 25-е место | Лучшие игры всех времен для ZX Spectrum, 25-е место | Лучшие игры всех времен для ZX Spectrum, 25-е место | Лучшие игры всех времен для ZX Spectrum, 25-е место |
| Retro Gamer, 2008   | 4-е место в рейтинге Лучших игр ZX Spectrum         | 4-е место в рейтинге Лучших игр ZX Spectrum         | 4-е место в рейтинге Лучших игр ZX Spectrum         | 4-е место в рейтинге Лучших игр ZX Spectrum         |

Elite в 1991 году заняла 16-ю строчку рейтинга игр всех времён для ZX Spectrum по версии журнала Your Sinclair, а в рейтинге журнала Crash — 25-е место. В 2008 году в аналогичном рейтинге журнала Retro Gamer игра была помещена на 4-е место, где было сказано что игра, при портировании с BBC Micro, оказалась удачной и с привнесёнными дополнениями. Elite на платформе ZX Spectrum не только сохранила свой игровой процесс, но и оказалась единственной игрой с таким уровнем свободы, а также получила ряд положительных рецензий от ведущих журналов платформы.

## Продолжения
Два официальных продолжения игры назывались Frontier: Elite 2 (1993) и Frontier: First Encounters (1995, также известна как «Elite 3»), обе игры были разработаны компанией Frontier Developments, созданной Брэбеном; Белл в создании сиквелов уже не участвовал. Игры вышли в версиях для Commodore Amiga, Atari ST и IBM PC. Обе версии были значительным улучшением оригинальной игры: вместо проволочной графики использовались поверхности, появились «миссии» и более сложная экономика. Игрок уже не был ограничен орбитальными станциями — появилась возможность посадки на планеты. Количество кораблей было значительно расширено.
Однако обе эти игры имели ряд серьёзных недостатков. Система защиты была заметно менее удобна, даже ещё менее удобна, чем печально известное устройство Lenslok, применявшееся для защиты оригинальной версии игры для ZX Spectrum. Обе игры содержали множество ошибок, в особенности — «First Encounters», выпущенная в свет в незаконченном состоянии; это стало причиной трёхлетней судебной тяжбы между издателем игры (Gametek) и Брэбеном.
«First Encounters» не полностью совместим с современными версиями Microsoft Windows, но его можно запускать с помощью модификации «JJFFE», созданной Джоном Джордоном.

### Elite: Dangerous
Следующая часть серии, под названием «Elite 4» была анонсирована Дэвидом Брабеном в 1999 году. Согласно заявлениям разработчика Frontier Developments, данным в конце 2006 года, разработка игры должна была начаться не ранее 2008 года. В июле 2008 года Брабен сообщил, что Elite 4 «не забыта» и будет выпущена после выхода The Outsider, проекта, которым Frontier Developments занималась на тот момент. Однако через какое-то время разработка The Outsider была заморожена, а Elite 4 исчезла из списка разрабатываемых игр на сайте компании.
В начале ноября 2012 года Frontier Developments объявила, что игра теперь будет называться «Elite: Dangerous» и будет финансироваться через Kickstarter. Сбор средств производился 60 дней и набрал 1 578 316 фунтов стерлингов из затребованных 1 250 000. Выход игры состоялся 16 декабря 2014 года.

## Портированные версии и наследники

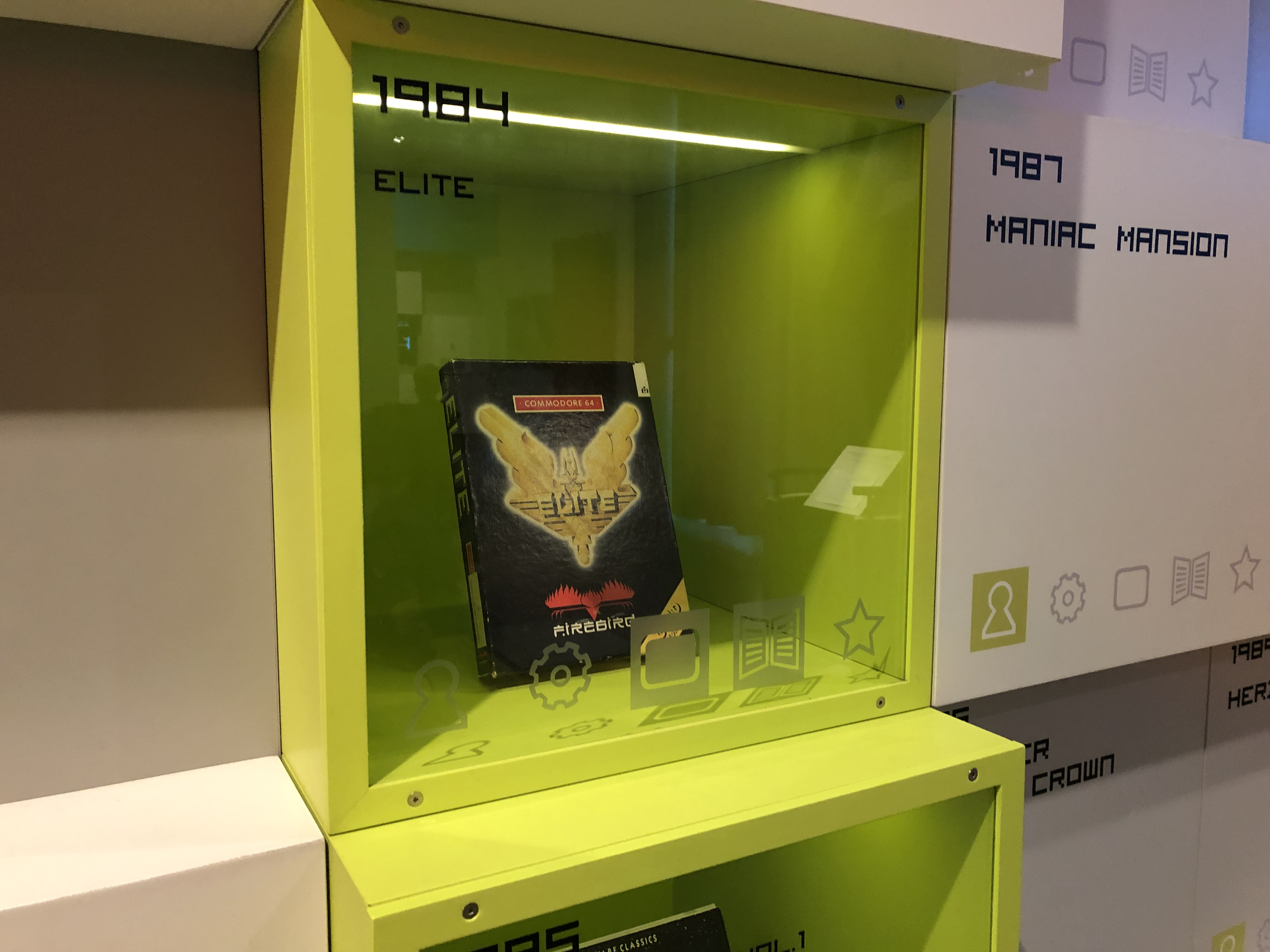
Elite на стене истории компьютерных игр в музее компьютерных игр, Берлин

Вариант оригинальной «Elite» для BBC Micro, со множеством улучшений, был изначально назван Elite III, но сейчас он известен под названием Elite A, с тем чтобы избежать путаницы. Эта версия была разработана Ангусом Дугганом в 1990-х, с использованием обратной разработки кода (англ. reverse engineering) коммерческой версии для процессора 6502. Было добавлено множество новых типов кораблей, больше кораблей доступных для игрока, миссии по перевозке грузов, некоторое дополнительное оборудование, а также ряд изменений самого процесса игры.
Порт для компьютера Acorn Archimedes под названием Archimedes Elite (1991), написанный Уорреном Бёрчем и Клайвом Гринграсом. Искусственный интеллект оппонентов в этой игре гораздо выше, они могут сражаться друг с другом и с полицией, которая здесь действительно занимается тем что охраняет закон. Игрок уже не является центром игрового мира; грузовые суда с конвоем следуют по своим делам, группы пиратов патрулируют свои системы в поисках добычи; можно увидеть горнодобывающие корабли, занятые разработкой астероидов, полицейских, буксирующих брошенные корабли и так далее.
К 20 сентября 2014 года — 30-летнему юбилею оригинала, вышел максимально приближенный к оригиналу ремастер для современных систем Windows под названием Elite:The New Kind от Кристиана Пиндера. Графически данная версия даже позволяет выставить проволочные модели планет, станций и кораблей как у оригинала. Ян Белл поддержал эту работу и выложил ее на своем официальном сайте. The New Kind была портирована энтузиастами на множество других платформ включая GNU/Linux, GameBoy Advance, GP32, OpenBSD, Mac OS X, BE OS, Atari ST, PalmOS, PocketPC и Raspberry Pi.
В России известна Новосибирская Elite (также известная под именами Elite II, Кладовская Elite, и её дисковый вариант — Elite III) — улучшенная версия оригинальной игры для ZX Spectrum, разработанная новосибирским программистом Владимиром Кладовым (1992). Как и в Archimedes Elite, игрок не является центром игрового мира: группы кораблей могут сражаться друг с другом, на помощь одной из групп может прилететь полиция, игрок может наблюдать за боем со стороны, принять любую сторону, или сражаться против всех. Новосибирская Elite III отличалась не только дискетностью, а была самостоятельной версией: в ней были добавлены переработка минералов, межзвездные перелеты на J-двигателе, официальная покупка супер-лазера, супер-кобры MK-IV, получение устройства Alien Computer, позволяющего управлять таргоидными айтемами, супер-миссия по участию в войне галактики против вторжения таргонов, с получением специальных заданий (доставка вооружений и медикаментов, десант на станцию, поиск скрытой базы в межзвездном пространстве и т. д.), с получением официальных военных званий. Существовали также варианты оригинальной игры и новосибирской Elite II, загружавшиеся с дискет, но сохранявшие «отгрузки» на кассету и загружавшие их с неё.

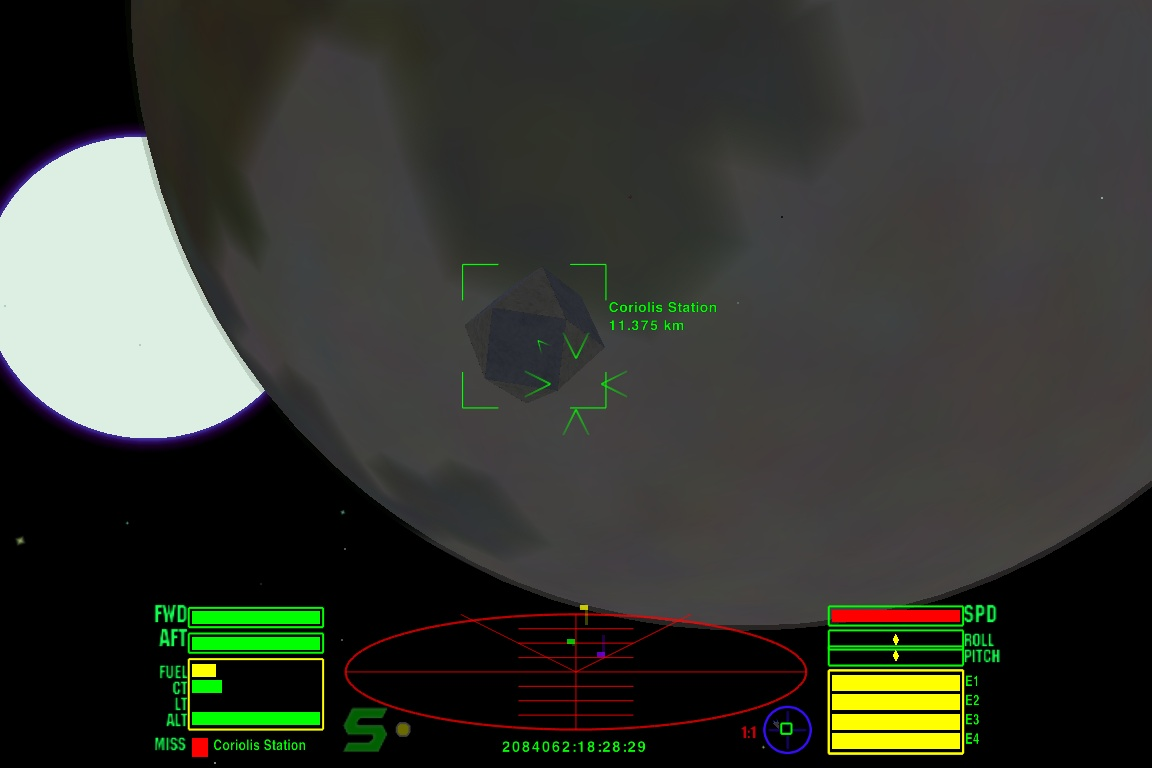
Oolite

Oolite — реинкарнация «Elite» на платформе Mac OS X с использованием OpenGL — успешно завершена, в настоящее время портирована на платформы Linux, FreeBSD, SGI IRIX и Windows. Отличительная особенность — наличие «OXP» (Oolite eXpansion Pack) — свободных расширений и дополнений (миссии, корабли) независимых разработчиков.
Для мобильных устройств также существуют реализации «Elite»: Void для Palm OS и Pocket PC Elite для Windows Mobile.
Игру с открытым исходным кодом Vega Strike называют[кто?] эволюционным наследником «Elite». В разработке также находится модификация Elite для Vega Strike.